# كريس ماهوني
كريس ماهوني (بالإنجليزية: Chris Mahoney) هو لاعب كرة قاعدة أمريكي، ولد في 11 يونيو 1885 في ميلتون في الولايات المتحدة، وتوفي في 15 يوليو 1954 في فيساليا في الولايات المتحدة.

## وصلات خارجية
- كريس ماهوني على موقعبيزبول رفرنس.كوم (الدوري الرئيسي) (الإنجليزية)
- كريس ماهوني على موقعبيزبول رفرنس.كوم (الدوري الثانوي) (الإنجليزية)
- كريس ماهوني على موقع جمعية أبحاث البيسبول الأمريكية (الإنجليزية)